# Фунтана
Фунтана (хорв. Funtana, итал. Fontane) — рыбацкий, крестьянский и туристический посёлок на западном побережье Истрии, расположенный в 3 км от Врсара и в 6 км от Пореча.

## История
Фунтана — небольшое курортное местечко, расположенное на той части Истрийского побережья, которая изобилует растительностью, заливами, полуостровами и островами. Территория посёлка простирается от Зелёной Лагуны на западе до Валканелы на юге. Посёлок окружён холмистой местностью, насыщенной лесными массивами и сельскохозяйственными угодьями: виноградниками, оливковыми рощами, дубовыми и сосновыми лесами, подходящими вплотную к береговой линии.
Своё название посёлок получил благодаря источникам пресной воды, находящимся рядом с морским берегом на одном с морем уровне. До недавнего времени эти никогда не пересыхающие источники использовались как жителями города Пореч, так и населением всего полуострова Истрия.
В результате археологических раскопок было обнаружено, что источники также являлись неотъемлемой частью системы водоснабжения римской виллы Зорна (Зелёная лагуна), построенной во II столетии нашей эры.
В древние времена этот населённый пункт был больше известен как Funtana Georgiana, в дальнейшем он также упоминался под разными именами, такими как Val de Fontane (Долина Фонтанов), Fontane di Pace (Фонтаны Мира) и Fontane Portus (Порт Фонтанов). Герцогство Фунтана (Contea di Fontane) простиралась от герцогства Врсар (Vrsar Val Fornazina) до герцогства Пореч (Val Sepera), а в 1781 году приняло статус графства (Distretto di Fontane).
В XV - XVI столетиях посёлок переживал тяжёлый период своего существования — от малярии умерла большая часть местного населения. Чтобы поддержать жизнеспособность этих мест, оно были искусственно населены беженцами из областей, завоёванных турками.
Неотъемлемой частью истории посёлка стала семья Боризи, прибывшая из графства Дукля. Во второй половине XVI столетия власти Венеции дали семье разрешение на проживание в Фунтане, в 1595 году Боризи становятся формальными владельцами этих мест, получив в 1648 году статус герцогов. В начале XIX-го столетия полномочия Боризи подтверждает император Франц I.
В конце XIX столетия с отменой феодального права меняется и местный уклад жизни — принадлежавшие аристократу Бернардо Боризи замок и приходская крепость начинают «обрастать» типичными деревенскими домиками, населёнными фермерами, рыбаками, моряками и строителями лодок.

## Современность
Фунтана сегодня — туристический курорт, один из популярных маленьких туристических курортов на Адриатике. Почти все жители заняты в туристическом бизнесе. Многочисленные местные рестораны славятся своей национальной средиземноморской кухней.

## Природа и климат
Фунтана расположена близ побережья Адриатического моря. Посёлок окружает большое количество бухт, утёсов и островков.
Мягкий средиземноморский климат. Средняя температура воздуха в самый холодный месяц (январь) составляет +5 °C, в самый тёплый (август) — +28 °C. Среднее количество солнечных часов в году — около 2000. Купальный сезон длится с мая по октябрь.
Самые частые ветры — бора, сирокко и мистраль. Бора главным образом дует зимой с континента в сторону моря, и приносит похолодание; сирокко — с моря к континенту, и приносит облачную погоду и дождь; мистраль дует с моря летом, является бризом, который приносит хорошую погоду.

## Достопримечательности
Церковь Св. Марии Милосердной — романская церковь II столетия находится на заброшенном городском кладбище. Пережила несколько реставраций, последняя из которых была проведена в 1998 году. В церкви сохранились склепы, относящиеся к XVII и XVIII векам.
Церковь Св. Лючии — построенная в 1750 году, церковь находится непосредственно на главной дороге посёлка. На крыше здания установлена колокольня (колокол отсутствует). Церковь является частной собственностью, поэтому единственная регулярная служба, проводящаяся в ней, проходит в день Св. Лючии.
Замок-укрепление — охраняемый памятник культурного наследия. Построенное во времена эпохи Возрождения, здание в дальнейшем было восстановлено в стиле барокко. Замок, являющийся первым зданием построенным на месте современной Фунтаны, в дальнейшем «оброс» домами, образовав посёлок. Внутренние интерьеры в настоящее время замка закрыты для просмотра посетителями.
Кармелитская церковь Пречистой Девы Марии — построенная в 1631 году на территории кладбища, церковь была восстановлена в 1907 году.
Приходская Церковь Св. Бернарда — здание церкви было построено в 1621, расширено в 1941 и восстановлено в 1988 году. В непосредственной близости находится 34-метровая колокольня, построенная в 17 столетии и отреставрированная лишь в 2000 году. Внутреннее убранство церкви украшает живопись неизвестного художника, выполненная в стиле раннего венецианского барокко — самое ценное произведение искусства, сохранённое в Фунтане до наших дней. Около алтаря находятся скульптуры Девы Марии, Св. Бернарда и Св. Антония. Справа от алтаря размещён портрет кардинала и епископа загребского Алоизия Степинаца кисти Владимира Павлиница.